# Antonio D'Andrea
Antonio D'Andrea (Lecce, 23 luglio 1908 – Lecce, 10 ottobre 1955) è stato uno scultore italiano, artista del ferro battuto.

## Biografia
Antonio D'Andrea nacque a Lecce il 23 luglio del 1908. Seguì dapprima gli studi ginnasiali poi si iscrisse alla Regia Scuola d'Arte di Lecce dove si licenziò con lode ed onore. Successivamente si trasferì a Bologna, dove frequentò il Liceo Artistico della città. Si avvicinò con passione alla scultura del ferro e di altri metalli. A Roma fece tesoro dell'insegnamento del maestro Alberto Gerardi. Terminati gli studi fu nominato giovanissimo all'insegnamento del disegno alla Scuola d'Arte di Fuscaldo, in Calabria. Insegnò successivamente a Galatina, a Lecce e a Bari.
Nel 1927 vinse un concorso per una lampada francescana bandito in occasione del centenario della morte del poverello d'Assisi.
Nel 1938 fondò nella sua città un laboratorio artistico che ben presto divenne il punto di riferimento di artisti ed intellettuali salentini e non. Tra questi vanno ricordati: Cesare Massa, Vittorio Pagano, Aldo Calò, Michele Massari, Lino Paolo Suppressa, Geremia Re, Vincenzo Ciardo, Elio Filippo Accrocca, Giuseppe Ungaretti, Vittorio Bodini, Oreste Macrì, Giacinto Spagnoletti, Ennio Bonea, Enrico Falqui. Entrò in sodalizio con lo scultore galatinese Gaetano Martinez e con il celebre tenore Tito Schipa.
Nel 1940 espose all'Angelicum di Milano due portali in ferro e rame balzato insieme ad altri bassorilievi.
Partecipò a numerosissime mostre tenutesi a Lecce, Bari, Monza, Milano, Firenze, Bologna. Con la sua produzione artistica conquistò sei medaglie d'oro ed una targa d'argento oltre a numerosissimi encomi.
Nel 1948, per il "premio Lecce" di pittura e di scultura, espose i suoi sbalzi in rame che ottennero gli encomi della giuria composta da Biancale, Berti e Freddo. Nel 1951 espose sbalzi e disegni alla Quadriennale d'Arte di Roma.
Tra il 1949 ed il 1950 diresse la rivista Artigianato Salentino. Nel 1952 il personale dell'Acquedotto Pugliese gli commissionò una formella sbalzata dal titolo Laudato si' mi Signore per sor'acqua, che sarà donata al Papa Pio XII.
Nel 1953 fu nominato direttore dell'Istituto d'Arte di Galatina, dove tempo prima aveva insegnato.
Stabilizza una particolare tonalità di verde (detto verde D'Andrea) con l'ausilio di vari procedimenti cromatici elaborati.
Il 10 ottobre del 1955 si spense ad appena quarantasette anni nella sua amata città. 
Nel 1958, dopo la sua morte, ottenne il prestigioso riconoscimento della Mostra dell'Artigianato di Firenze.

## L'opera
L'opera scultorea del D'Andrea è incentrata, da un lato, nella volontà di rendere il metallo quasi avverso alla sua stessa inflessibile natura, dall'altro, nella ricerca frenetica di una "forma nuova", di un nuovo modo d'intendere la siderurgia. Con lui il ferro diventa "parola", fabula, perde il carattere freddo ed ostile che lo ha da sempre contraddistinto nella storia ed acquista una propensione poetico-poietica che lo impreziosisce e ne fa un elemento nuovo anche quando prende le forme di un oggetto di uso comune come un candeliere od un cancello.
Il simbolismo faunistico-floreale presente nella maggior parte delle sue opere pur risentendo ampiamente della contaminazione del Barocco Leccese ci pone dinanzi ad una vera e propria metafisica del messaggio d'autore. Il merito maggiore del D'Andrea è stato quello di aver osato sfidare le rigide leggi dell'arte creando un nuovo indirizzo di tutto rispetto, quello del ferro battuto in terra salentina.

## Lo stile
Lo stile creato dal D'Andrea consta di un sincretismo tanto armonioso quanto dinamico tra le istanze proprie dell'Art Nouveau e la vivacità floreale del barocco leccese arricchito da una variegata componente faunistica di provenienza locale od esotica.

## Di lui è stato scritto
«Amo e stimo il suo figliolo - ha scritto una volta il maestro Gerardi al padre di D'Andrea - egli diventerà un vero artista!  Il giudizio sicuro del maestro ha trovato rapidamente luogo nella realtà; in quella efficiente realtà che ha poi fatto definire A. D'Andrea "Abile artefice del ferro battuto che rende obbediente al suo volere", quale giovanissimo, piccolo maestro che conosce la magia e i segreti della dura materia che tratta.»
«Poesia di concezione e poesia di lavoro; elevato misticismo di un'arte in cui pochi sanno essere maestri. Antonio D'Andrea ha percorso in breve una via meravigliosa, sicura, invidiabile che lo ha posto, ancor giovane, accanto ai pochissimi maestri che veramente onorano l'Italia in quest'arte. Ha ottenuto, con la sua volontà tenacissima e con il suo ingegno, quella ricchezza limpida di idee che egli tramuta magicamente in forma; ha conquistato con il suo amore e con le sue ricerche, quella pura e forte eleganza che fa pensare, nelle sue opere, a un fine cesello di orafo. Sorriderà oggi Alberto Gerardi che noi scriviamo del suo caro discepolo! Sorriderà il maestro, poeta della materia e maestro di armonia, nel ricordo del discepolo buono al quale egli ha dato il segreto di "Scavare la forma" nella realtà e gli ha trasmesso per fede tutta la delicata poesia di cotesta materia (il ferro) in cui la mano può essere così lieve da soppesare, come in una materia più nobile, la resistenza di una foglia e l'incurvarsi di un ramo, il nodo di un viticcio.»
«... Il Prof. A. D'Andrea, autentico poeta del ferro battuto, è presente all'interessantissima e feconda fiera tripolina con alcuni dei suoi lavori, nei quali egli suole trasfondere la squisitezza della sua anima d'artista, e che egli forgia da maestro nobilitando un metallo che, come il ferro, attraverso le sue sapienti mani, assume la stessa morbidezza della cera»
« A. D'andrea non va considerato come il solito battiferro forte esclusivamente di una pratica e di una tecnica più o meno fondata. Egli è l'artista geniale che attraverso i suoi lavori emula gli artefici che nel suo genere brillarono di vivissima luce nel nostro Rinascimento. Non è un battitore del ferro nel senso che comunemente si attribuisce a questa parola, ma è per contro un vero e proprio scultore che avendo scelto a materia prima un elemento ostico come il ferro, è riuscito a dare una propria inconfondibile idea della sua originalità. Egli tratta il ferro come il bolinatore tratterebbe il cammeo, con la stessa morbidezza, con lo stesso intendimento artistico»
«La Basilica di santa Croce in Lecce si è arricchita di un altro gioiello in tutto degno delle gloriose tradizioni artistiche di Lecce e nella cui esecuzione D'Andrea ha profuso la sua arte squisita che lo pone in prima linea tra le esigue schiere degli artisti italiani che coltivano la scultura del ferro.»
«...per il restauro di una statua (quella di Sant'Oronzo, patrono della città) la scelta è caduta su Antonio D'Andrea, e tale scelta è stata infatti ottima, perché D'Andrea congiunge al sicuro possesso di una tecnica raffinatissima qualità artistiche tali da porlo senza discussioni nel novero degli scultori, e tra i migliori.»
«Laudato sii mio Signore per sora acqua - L'opera (uno sbalzo in rame raffigurante il miracolo dell'acqua di S. Francesco, dovuto allo scultore A. D'Andrea) è stata donata dall'on. Cajati al Pontefice a nome dell'Acquedotto Pugliese. Pio XII ha avuto parole di lode per la squisita umiltà che spira nell'artistica composizione»
« Egli aveva saputo cogliere il segreto del barocco leccese, trasferendolo dalla fragile pietra al metallo: nella grazia stilizzata dei suoi ferri verdi, delle lampade delle grate delle specchiere degli sbalzi, traduceva con una viva fantasia trasfiguratrice la ricchissima e incredibile vegetazione della facciata di Santa Croce, del Palazzo vescovile, della Fontana del Seminario e di tanti altri mille angoli della Lecce barocca, che non finisce di colpire con le sue meraviglie lo straniero che vi discende. Sotto le sue mani il metallo perdeva la marziale durezza, sembrava naturalmente trasformarsi in aerei steli e rami e volute, sui quali leggeri si posavano uccelli pronti a spiccare il volo. Riviveva con Antonio D'Andrea l'incanto raffinato e prezioso del rococò, che aveva disegnato le sue forme fascinose sulle dorate pietra della nostra città. Così egli ha rinnovato una tradizione, o meglio ha creato tutto un gusto nuovo: e oggi i numerosi discepoli, che hanno lavorato accanto a lui nella sua officina, continuano la strada da lui aperta, diffondendo ovunque i ferri leggeri ed eleganti, anche se privi di quella grazia inimitabile, che era il suo dono d'artista»